# ZAQ (インターネット接続サービス)
ZAQ（ザック）は、JCOMが展開するケーブルテレビインターネット接続サービスのブランド名。「ZAQ」は「Zone Access & Quality」の略だが、2013年現在は「ずっと、安心のクオリティ」（Zutto、Anshin、Quality）のキャッチコピーを使用している。

## 概要
1998年4月に関西電力・ジュピターテレコム（J:COM）・住友商事・松下電器産業（現・パナソニック）などが中心となって関西マルチメディアサービス株式会社（KMS）を設立、同年11月サービス提供を開始。
2006年1月にジュピターテレコムが関西電力グループ・住友商事からKMS株式を取得、連結子会社化。のちにJ:COMの完全子会社としている。
2011年4月、同じくJ:COM子会社のテクノロジーネットワークスがKMSを合併（存続会社はテクノロジーネットワークス）。同社は関西地区以外では「@NetHome」のブランド名でサービスを提供していたが、関西地区では引き続き「ZAQ」のブランドを使用。2011年10月からは、関西地区以外でもJ:COMのインターネットサービスのブランド名として展開している。
2014年7月にジュピターテレコム（J:COM）がテクノロジーネットワークスを吸収合併し、同社のサービスブランドとなった。

## 沿革
- 1996年（平成8年）10月7日 - 関西のCATV7局を光ファイバーで相互接続して広域フィールド実験を開始。
- 1998年（平成10年）
  - 4月23日 - 関西マルチメディアサービス株式会社（KMS）設立。
  - 11月2日 - 「ZAQ」サービス開始。
  - 11月9日 - 大阪ケーブルテレビ（現・ジェイコムウエスト）でサービス提供開始。
  - 12月1日 - 京阪ケーブルテレビジョン（のちにケイ・キャット[注 1]）でサービス提供開始。
- 2000年（平成12年）4月4日 - VoIP（IP電話）フィールド実験の開始。
- 2002年（平成14年）
  - 10月16日 - 「インターネット接続サービス安全・安心マーク」を取得。
  - 11月19日 - 20Mbpsサービス開始（K-CAT管内にて）。
- 2003年（平成15年）
  - 3月9日 - マスコットキャラクター・ざっくぅ誕生[1]。
  - 5月7日 -  ケーブルフォン（IP電話）提供開始。
- 2005年（平成17年）10月31日 - プライバシーマーク取得。
- 2006年（平成18年）1月6日 - ジュピターテレコム（J:COM）が関西電力グループおよび住友商事よりKMS株式を取得、同社を連結子会社とする。
- 2007年（平成19年）7月2日 - J:COM傘下の「@NetHome」（アットネットホーム、後のテクノロジーネットワークス）とポータルサイトを統合。
- 2011年（平成23年）
  - 4月1日 - KMSはテクノロジーネットワークスに合併。「ZAQ」は同社のサービスとなる。
  - 10月下旬 - J:COMのISPブランドを「ZAQ」に一本化して全国に拡大。[2]
- 2014年（平成26年）7月1日 - テクノロジーネットワークスがJ:COMに合併。「ZAQ」は同社のサービスとなる。

## 提携CATV局
対象エリア一覧を参照。

## マスコット
マスコットキャラクターとして、両目が「Z」「Q」、口が「A」の文字で構成された「ざっくぅ」がある。2003年3月9日生まれで、種類は「もののけ」。身長90mm、体重3グラム。表情は「めあき（ZAQ）」「めとじ（-A-）」の2種類しかないが、行動で喜怒哀楽を表現する。
2010年に『リビング新聞』（サンケイリビング新聞社）と同紙ウェブサイト「えるこみ」で実施した「大阪・兵庫発 企業きゃら選手権2010」で、ざっくぅがグランプリを受賞した。
関西地区以外でも、2010年11月3日にはJ sports 2（現・J SPORTS 2）でCMが大量オンエアされたほか、「E.N.G.」、「Foot!」などの番組でざっくぅがスタジオに飾られた。
ZAQの全国展開に伴い、ざっくぅもJ:COM NETのキャラクターとして起用されている。
グッズも存在し、ジェイコムショップ等系列店舗の一部、「ざっくぅオンラインショップ: ZAQ STORE」等で販売されている。LINEスタンプにも登場している。
大阪モノレールや山陽バスの一部路線では、J:COM広告として、ざっくうのラッピング車両が走っている。 

## 関連サービス

### WebSpace
WebSpace は J-COM@NetHome 及び ZAQ の無料ホームページサービスであった。サービス開始は2000年10月26日であり、J-COM湘南を皮切りに他のグループ会社へと拡大していった。
WebSpace の URL は以下となっていた:
```
http://members.jcom.home.ne.jp/*/
http://members2.jcom.home.ne.jp/*/
http://members3.jcom.home.ne.jp/*/

```

2013年9月24日、WebSpaceの容量追加サービスが終了し、2017年1月31日、WebSpace自体のサービスが終了した。

### BLOGari
BLOGari は ZAQ 会員用のブログサービスであった。2004年11月24日にベータ版が、2005年05月25日に正式版が開始された。
2017年1月31日サービスを終了した。